# Leposoma guianense
Leposoma guianense är en ödleart som beskrevs av  Ruibal 1952. Leposoma guianense ingår i släktet Leposoma och familjen Gymnophthalmidae. Inga underarter finns listade i Catalogue of Life.